# The Tutor
The Tutor è un film del 2023 diretto da Jordan Ross.

## Promozione
Il primo trailer del film è stato pubblicato il 3 marzo 2023.

## Distribuzione
Il film è stato distribuito nelle sale statunitensi il 24 marzo 2023 ed è stato resto disponibile sulla piattaforma Netflix dall'8 luglio dello stesso anno.